# Eurytoma incerta
Eurytoma incerta är en stekelart som beskrevs av David Timmins Fullaway 1912. 
Eurytoma incerta ingår i släktet Eurytoma och familjen kragglanssteklar. Inga underarter finns listade i Catalogue of Life.